# Dāviņi socken
Dāviņi socken (lettiska: Dāviņu pagasts) är ett administrativt område i Bauska kommun i Lettland.